# Clayton de Sousa
Clayton de Sousa is een Luxemburgs voetballer met Kaapverdische roots. Hij speelt als verdediger voor de Luxemburgse club Jeunesse Esch. Hij is de broer van Alexandre Semedo.

## Carrière
De Sousa speelde in de jeugd van Jeunesse Esch, bij deze club maakte hij ook zijn profdebuut. Na zeven seizoenen tekent hij een contract bij F91 Dudelange. In 2019 vertrekt de Sousa daar transfervrij om terug te keren naar zijn jeugdclub.

## Statistieken
| Seizoen         | Club            | Land               | Competitie        | Competitie | Competitie | Beker | Beker | Internationaal | Internationaal | Totaal | Totaal |
| Seizoen         | Club            | Land               | Competitie        | Wed.       | Dlp.       | Wed.  | Dlp.  | Wed.           | Dlp.           | Wed.   | Dlp.   |
| --------------- | --------------- | ------------------ | ----------------- | ---------- | ---------- | ----- | ----- | -------------- | -------------- | ------ | ------ |
| 2004/05         | Jeunesse Esch   | Vlag van Luxemburg | Nationaldivisioun | 5          | 0          | 0     | 0     | 0              | 0              | 5      | 0      |
| 2005/06         | Jeunesse Esch   | Vlag van Luxemburg | Nationaldivisioun | 19         | 2          | 3     | 0     | 0              | 0              | 22     | 2      |
| 2006/07         | Jeunesse Esch   | Vlag van Luxemburg | Nationaldivisioun | 25         | 1          | 0     | 0     | 2              | 0              | 27     | 1      |
| 2007/08         | Jeunesse Esch   | Vlag van Luxemburg | Nationaldivisioun | 8          | 0          | 1     | 0     | 0              | 0              | 9      | 0      |
| 2008/09         | Jeunesse Esch   | Vlag van Luxemburg | Nationaldivisioun | 18         | 1          | 0     | 0     | 0              | 0              | 18     | 1      |
| 2009/10         | Jeunesse Esch   | Vlag van Luxemburg | Nationaldivisioun | 23         | 2          | 0     | 0     | 0              | 0              | 23     | 2      |
| 2010/11         | Jeunesse Esch   | Vlag van Luxemburg | Nationaldivisioun | 23         | 0          | 2     | 0     | 1              | 0              | 26     | 0      |
| 2011/12         | Jeunesse Esch   | Vlag van Luxemburg | Nationaldivisioun | 24         | 0          | 2     | 0     | 0              | 0              | 26     | 0      |
| 2012/13         | Jeunesse Esch   | Vlag van Luxemburg | Nationaldivisioun | 25         | 1          | 1     | 0     | 2              | 0              | 28     | 1      |
| 2013/14         | Jeunesse Esch   | Vlag van Luxemburg | Nationaldivisioun | 21         | 0          | 3     | 1     | 4              | 0              | 28     | 1      |
| 2014/15         | F91 Dudelange   | Vlag van Luxemburg | Nationaldivisioun | 15         | 0          | 1     | 0     | 2              | 0              | 18     | 0      |
| 2015/16         | F91 Dudelange   | Vlag van Luxemburg | Nationaldivisioun | 22         | 1          | 5     | 0     | 2              | 0              | 29     | 1      |
| 2016/17         | F91 Dudelange   | Vlag van Luxemburg | Nationaldivisioun | 17         | 2          | 5     | 1     | 2              | 0              | 24     | 3      |
| 2017/18         | F91 Dudelange   | Vlag van Luxemburg | Nationaldivisioun | 17         | 0          | 2     | 0     | 0              | 0              | 19     | 0      |
| 2018/19         | F91 Dudelange   | Vlag van Luxemburg | Nationaldivisioun | 10         | 0          | 4     | 0     | 0              | 0              | 14     | 0      |
| 2019/20         | Jeunesse Esch   | Vlag van Luxemburg | Nationaldivisioun | 10         | 0          | 2     | 0     | 2              | 0              | 14     | 0      |
| 2020/21         | Jeunesse Esch   | Vlag van Luxemburg | Nationaldivisioun | 10         | 0          | 1     | 0     | 0              | 0              | 11     | 0      |
| Carrière totaal | Carrière totaal | Carrière totaal    | Carrière totaal   | 292        | 10         | 32    | 2     | 17             | 0              | 341    | 12     |

## Erelijst
- Jeunesse Esch
  - Nationaldivisioun: 2010
  - Luxemburgse voetbalbeker: 2013
- F91 Dudelange
  - Nationaldivisioun: 2016, 2017, 2018, 2019
  - Luxemburgse voetbalbeker: 2016, 2017, 2019
  - Coupe de la Ligue Luxemburg: 2017, 2019

1 Sommer ·
2 Mendes ·
3 C. de Sousa ·
4 Todorović  ·
5 Meddour ·
6 Fiorani ·
7 Klica ·
8 Duriatti ·
10 Deidda ·
11 Makota ·
12 Ivesic ·
14 Menessou ·
16 Kyereh ·
17 D. de Sousa ·
18 Lapierre ·
19 Rosa ·
20 D. Soares ·
21 Arslan ·
22 C. Soares ·
23 Steinbach ·
24 Kouamé ·
25 Brito ·
26 Fox ·
Boakye ·
Coach: Tosi